# Jakob Hermann Daub
Jakob Hermann Daub (* 6. Juni 1805 in Siegen; † 28. Februar 1847 in Münster) war ein deutscher evangelischer Theologe und Autor christlicher Erbauungsliteratur. Zwei seiner Werke wurden auch in die niederländische Sprache übersetzt.

## Leben
Er wurde im Jahre 1805 in Siegen als Sohn eines Steuerbeamten geboren und besuchte das dortige Gymnasium. Von 1823 bis 1826 studierte er an den Universitäten Bonn und Münster Evangelische Theologie. 1826 und 1828 absolvierte Daub die theologischen Examina in Münster. Von 1826 bis 1828 war er Lehrer am Pädagogium in Siegen und hierauf Divisionspfarrer in Münster. Ab 1831 war er zugleich Hilfsprediger der Zivilgemeinde und außerdem Religionslehrer am Gymnasium Paulinum. 1839 erfolgte die Ernennung zum Konsistorial-Assistenten im Konsistorium Münster und die Ernennung zum Ersten Pfarrer. 1845 wurde er Konsistorialrat. Ab 1846 verwaltete er die Geschäfte des Generalsuperintendenten. Er starb am 28. Februar 1847 in Münster.

## Werke
- Christliche Stimmen aus der Tiefe. Erbauungsbuch für Bergknappen. 2 Bde. Wundermann, Münster/Hamm 1831–1833; 2., sehr verm. Aufl. Funcke, Hamm/Krefeld 1842; Neuaufl.: Velhagen und Klasing, Bielefeld 1846; Bd. 2 auch unter dem Titel Silberstimmen. Eine Sammlung christlicher Erzählungen, Parabeln und Lieder. Münster 1833.
- Der Pietist in Münster. Wundermann, Hamm 1834. 50 S.
- Der Sternenhimmel mit christlichem Auge zur Erhebung des Herzens betrachtet. Wundermann, Essen/Hamm 1836; Bädeker, Essen 1836. VIII, 136 S.
- Heimathliches in Predigten. Bädeker, Essen 1837.
- Christliche Stimmen aus den Bergen. Bädeker, Essen/Rotterdam 1838. IX, 404 S.
- Der auf Golgatha geschlossene große Friedensbund. Eine Predigt. Münster: Wundermann 1838
- De Bergen: Christelyke Natuurbeschouwingen … Naar het Hoogduitsch. Amsterdam 1840.
- De Sterrenhemel: Christelyke Bespiegelingen tot Verheffing des Harten. Naar het Hoogduitsch, Amsterdam 1841.
- Grabreden, bei der Beerdigung des Vice-General-Superintendenten Dr. Natorp am 11. Februar 1846 und des Ober-Consistorialraths Dr. Möller am 13. Mai 1846 gehalten. Bädeker, Essen 1847. 11 S.